# VIIIe millénaire av. J.-C.
XIIe millénaire av. J.-C. |
XIe millénaire av. J.-C. |
Xe millénaire av. J.-C.|
IXe millénaire av. J.-C. |

VIIIe millénaire av. J.-C.
 |
VIIe millénaire av. J.-C. |
VIe millénaire av. J.-C.|
Ve millénaire av. J.-C.|
IVe millénaire av. J.-C.
Liste de chronologies par périodes | Liste des siècles | Numération romaine
Le VIIIe millénaire av. J.-C. couvre la période allant de l’an 8000 av. J.-C. à l’an 7001 av. J.-C. compris.

## Évènements

### Afrique
- Vers 8250-7300 av. J.-C. : la céramique « à impression » et « en lignes ondulées » (Dotted Wavy Line) est attestée sur les sites d'Amekni, Ti-n-Hanakaten et Fort Lautey dans le Hoggar associée à une industrie lithique de lames et de lamelles en silex[1]. Au Sahara central et sur ses lisières de l'Afrique sub-saharienne, les premières céramiques comportent une décoration caractéristique dite « en lignes ondulées », linéaires ou pointillées, datées entre 9300 et 9000 ans avant le présent, obtenues en passant une arête de poisson-chat sur l’argile humide. Elle se répand rapidement vers le Niger à l’ouest, vers le Nil et le Rift à l’est du VIIIe au IVe millénaire av. J.-C.[2].
- Vers 8201-7816 av. J.-C. : en Afrique du Nord et au Sahara, premières domestications du bétail indigène (datation au radiocarbone associée aux os de bovins, Wendorf & Schild 1980)[3].

- 8000 av. J.-C. :

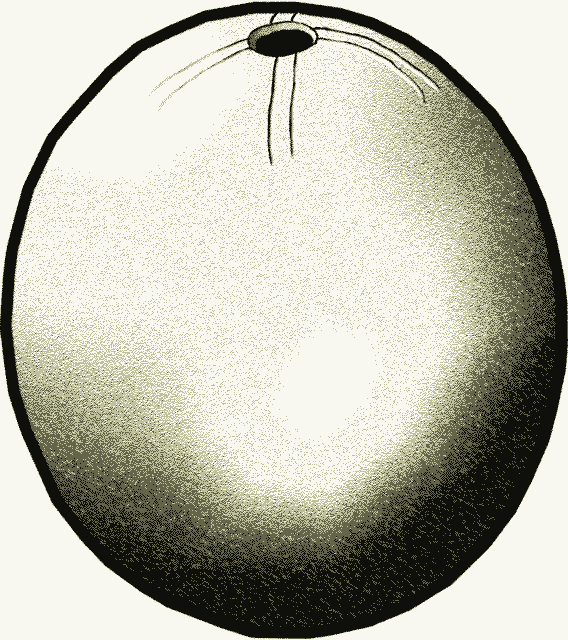
Œuf d'autruche utilisé comme récipient par des Capsiens.

  - les Capsiens, de type proto-méditerranéen apparaissent en Tunisie vers 8000 av. J.-C. et progressent dans le Maghreb d'est en ouest[4].
  - mésolithique de Khartoum, en Haute-Nubie, vers 8000-5000 av. J.-C. : outillage microlithique, harpons, céramique « en lignes ondulées[5].
  - traces d’un massacre de chasseurs-cueilleurs, découvertes en 2012, sur le site de Nataruk, au Kenya, à une trentaine de kilomètres à l'ouest du lac Turkana. Une douzaine de corps (hommes, femmes, enfants) abandonnés sans sépultures, sont percés de pointes de flèches ou le crane enfoncé à coup de massue, certains ayant eu les poignets liés[6].
- 7600-2500 av. J.-C. : Wilton ancien et classique. La culture Wilton, caractérisée par la présence de microlithes et d'outils en os poli, se généralise en Afrique australe et orientale au VIe millénaire av. J.-C.[7].
- 7600 av. J.-C. : Garounien dans le Fayoum. Gravures rupestres (chasseurs nomades) en Nubie et en Haute-Égypte[8].
- 7650-6950 av. J.-C. : culture de Nabta Playa I en Basse-Nubie et en Haute-Égypte.
  - Néolithique ancien 2 (phase El Gorhab, 7650-7250 av. J.-C.). Période humide suivie d’une phase aride. Présence de bovins[5],[9].
  - Néolithique ancien 3 (phase El Nabta, 7150-6950 av. J.-C.). Période humide. L’habitat s’étend et est utilisé de façon plus permanente, mais reste saisonnier. Il apparait des puits de stockage, une céramique de type « en lignes ondulées pointillée ». Des bovins sont présents, des plantes sauvages sont récoltés (sorgo et millet). Le sorgo pourrait être cultivé[9],[5].
- 7500-6200 av. J.-C. : cultures mésolithiques à El-Barga (7500-7000 av. J.-C.) et Wadi el Arab (7200-6200 av. J.-C.) dans la région de Kerma en Nubie. Céramique caractérisée par un décor au peigne pivotant[5].

### Amérique
- Vers 8250-6500 av. J.-C. : palmiers sauvages (attalea maripa et oenocarpus bataua), lerén, courges et calebasses domestiques sont présents sur le site de chasseurs-cueilleurs de Peña Roja (es), sur les rives du río Caquetá, dans l'est de la Colombie[10].
- Vers 8000 av. J.-C. : le manioc est probablement domestiqué dans le centre-ouest au Brésil, en Amazonie, vers 10 000 avant le présent[11].

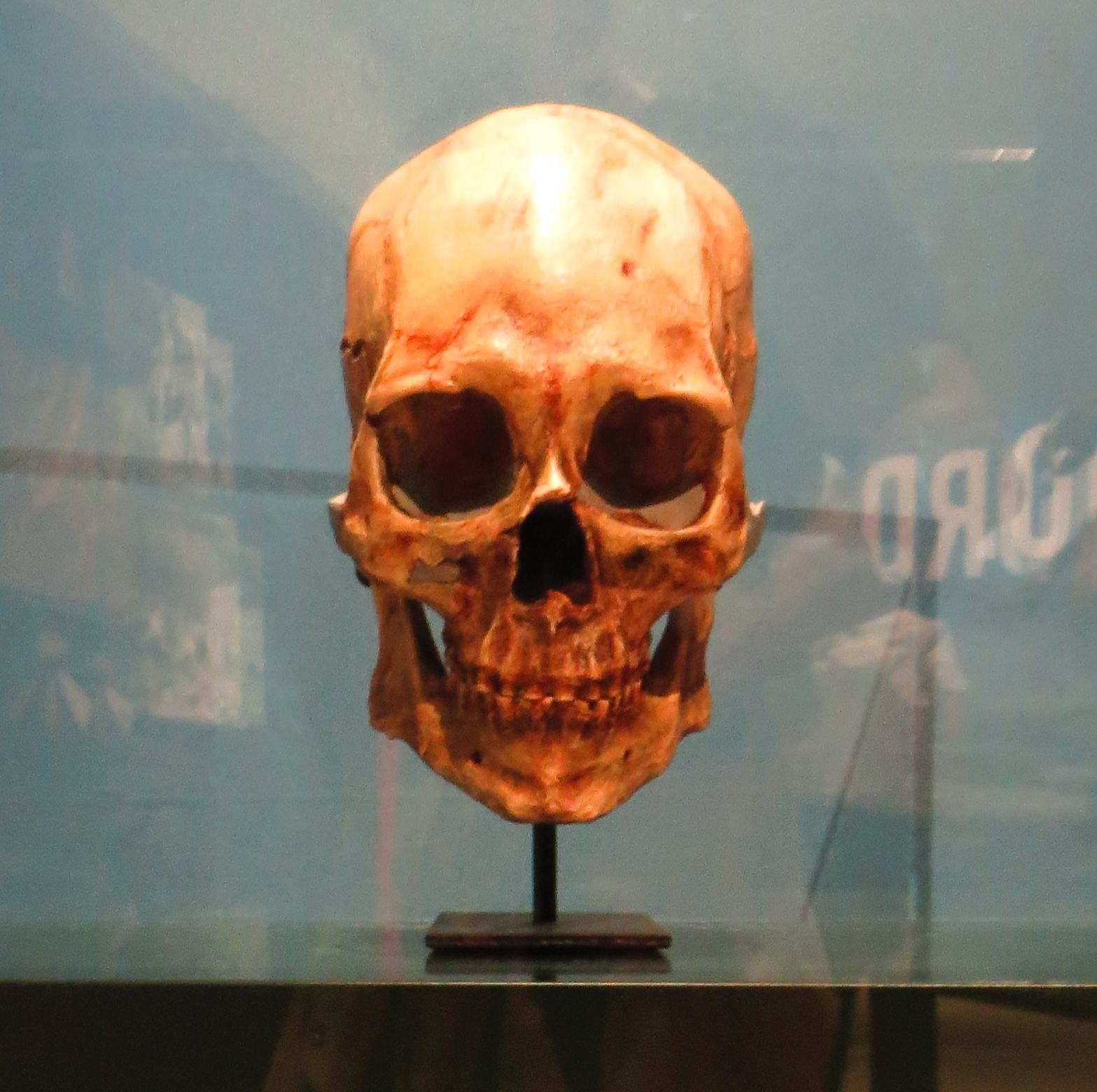
Crâne de l’homme de Kennewick.

- 8000-1000 av. J.-C. : période archaïque en Amérique du Nord. Avec la fin de la glaciation et l’apparition d’une forêt de feuillus, l’alimentation se diversifie (petits gibiers, plantes, poissons, crustacés). De nouveaux types d’outils se développent[12]. Les premières sépultures apparaissent, souvent avec de l’ocre rouge[13].
  - à Casper, dans le Wyoming, durant l’automne environ 8050 ans av. J.-C., un groupe de 15 à 20 chasseurs prennent 75 bisons (Bison antiquus) et les dépècent sur place. Les animaux ont été dirigés vers une dune et abattus à l’aide de lances équipées de pointes de type « Hell Gap »[14]. 19 000 kg de viande sont débités, essentiellement pour préparer le pemmican séché de l’hiver.
  - occupation du site de Koster (en), dans l’Illinois, de 7500 av. J.-C. à 1200. Les premiers visiteurs, occasionnels, sont des paléoindiens[15].
  - Homme de Kennewick, découvert par James Chatters, près du fleuve Columbia dans l'État de Washington en 1997, daté de 9400 ans avant le présent[16]. Après une longue controverse concernant son origine (son caractère « caucasoïde » supposé) une étude génétique a démontré qu'il était très proche génétiquement des Amérindiens actuels[17].
- 7200 ans av. J.-C. : occupation de la vallée de Tehuacán, au Mexique, (phase Ajuereado, avant 7200 ans av. J.-C., phase El Riego de 7200 à 5200 ans av. J.-C.). Début d’une longue transition entre une économie de chasse et de cueillette vers une économie agricole, car la région est soumise à des alternances de périodes sèches et de périodes humides qui poussent vers des mouvements de population entre les fonds de vallées et les hautes terres. Il est possible que les hommes l’El Riego aient cultivé des cucurbitacées (moschata, Mixta) et du piment[18].

### Asie et Pacifique
- 8080 av. J.-C. : découverte de fragments de poteries portant des impressions de grains de riz sauvage sur le site proto-néolithique de Chopanimando, sur la rivière Belan, près des collines de Vindhya, près de la confluence du Gange et de la Yamuna en Inde, plus de 2500 ans avant les céramiques de Mehrgarh[19].
- 8000 av. J.-C. :
  - les premières traces de sédentarisation de communautés agricoles se situeraient en Chine vers 8 000 av. J.-C. Différentes cultures aux particularismes très marqués s’épanouissent simultanément[20]. Le site de Donghulin près de Pékin livre des traces de Setaria italica (millet des oiseaux) et de Panicum miliaceum (millet commun) vers 7 500 av. J.-C.[21]. Celui de Shangshan dans le Zhejiang laisse des traces d’un usage quotidien de riz dont la domestication n’est pas attestée[22] et la domestication du chien est effective à Nanzhuangtou au Hebei[23].
  - la montée des eaux entre 8000 et 4000 av. J.-C. amène à la création de milliers d’îles et à la multiplication des zones littorales en Asie du Sud-Est[24].
- 8000-5000 av. J.-C. : période Jōmon archaïque au Japon[25], caractérisée par des céramiques « à dessins cordés », produites par une multitude de petites communautés disséminées.
- 8000-6000 av. J.-C. : période mésolithique des peintures rupestres des abris sous-roche du Bhimbetka au pied des monts Vindhya, au sud du plateau de l'Inde centrale[26].

### Proche-Orient
- 8000-7000 av. J.-C. : culture de Bus Mordeh à Tepe Ali Kosh (en), à l’ouest du Zagros. Petites structures en briques crues (réserves). Chasse, pêche, cueillette, rudiments d’élevage et d’agriculture. Échanges avec l’Arménie et le golfe Persique[27].

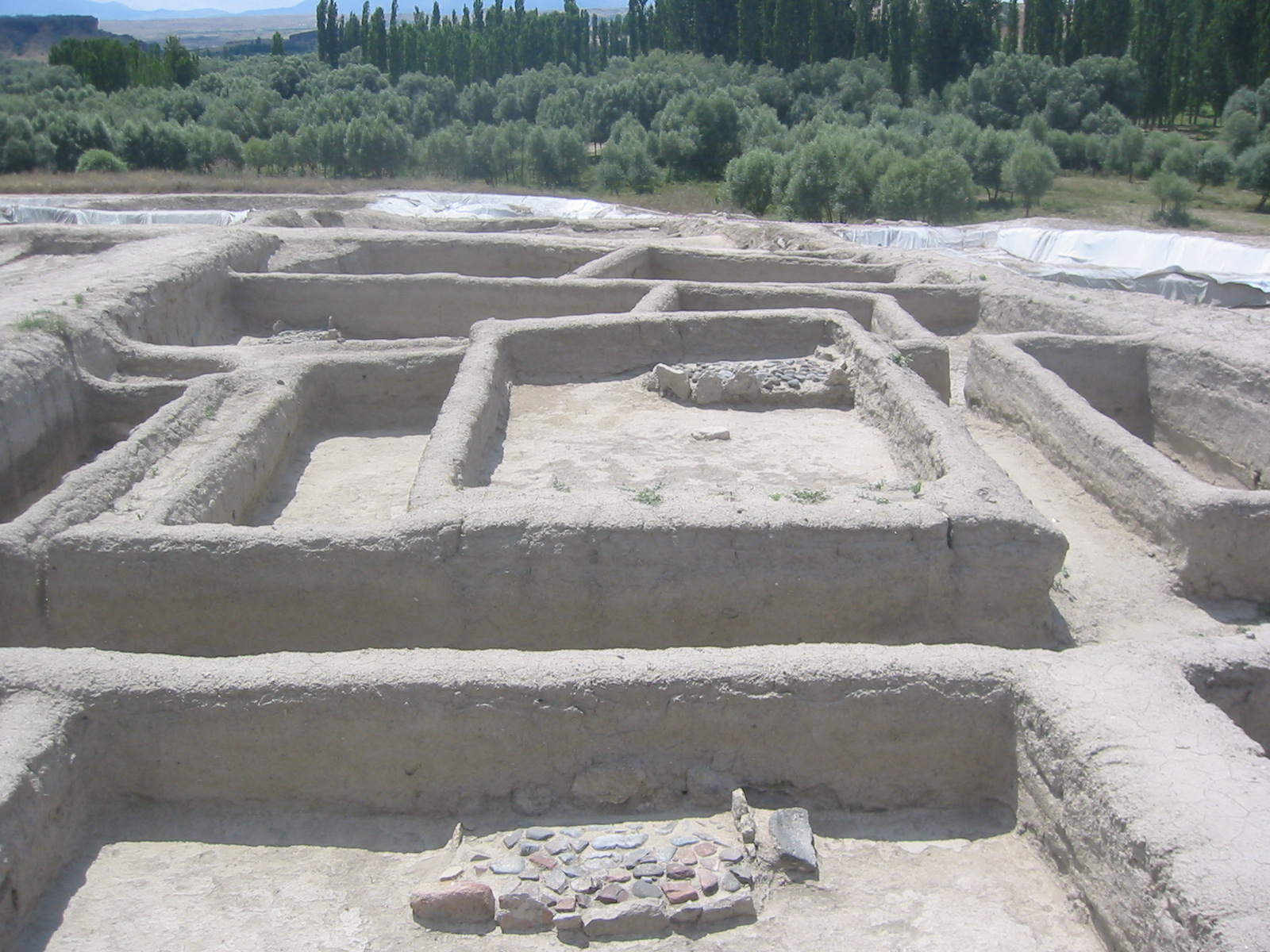
Fouilles d'Aşıklı Höyük, village du Néolithique précéramique B, en Cappadoce, à environ 25 km au sud-est d'Aksaray.

- 7600-6900 av. J.-C. : néolithique précéramique B (période IV) récent. Sites d’Abu Hureyra, Ras Shamra, Bouqras, Ramaq, Abou Gosh) dans le Levant. Augmentation du nombre des villages dans la zone nucléaire et apparition de rues. Début d'une nouvelle période de sécheresse à partir de 8000 av. J.-C. Agriculture (blé, orge, légumes) et céramique en Palestine (Jéricho), Syrie (Mureybet) et Irak (Jarmo)[8]. Production de faucilles en pierre polie et d’objets de parure, en Israël puis dans le moyen Euphrate. Dans la région de Jéricho, le blé, l’orge et divers légumes sont cultivés, le mouton et la chèvre sont complètement domestiqués. Huit espèces de plantes sont cultivées presque en même temps à Mureybet : des céréales (engrain, blé amidonnier, orge), et des légumineuses (pois, lentilles, fèves, pois chiches, vesces). L’élevage de la chèvre est attesté à Abu Hureya, en Syrie, à Jéricho et Beidha[28]. L’élevage des bœufs, moutons, cochons et chèvres est présent en Anatolie et dans la presque totalité du croissant fertile vers 7500 av. J.-C.[29]. Les premiers puits sont construits à Chypre (Mylouthkia) et au Levant sud (Atlit Yam), ainsi que les premières citernes (Wadi Abu Tulayha)[30].
- Vers 7500 av. J.-C. :
  - remplacement de la chasse à la gazelle par celle de la chèvre bézoar et élevage du mouton à Tell Aswad et Tell Ghoraifé au milieu du VIIIe millénaire. Au début du VIIe millénaire, les troupeaux de chèvres supplantent définitivement ceux de gazelles[31].
  - apparition d’une pratique funéraire, attestée par la présence de « crânes surmodelés » dans les tombes des sites de la fin du PPNB moyen et du début du PPNB récent au levant sud (Tell Aswad, Tell Ramad (en), Beisamoun, Jéricho, Ain Ghazal, Kfar-Hahoresh) et en Anatolie centrale (Çatal Höyük et Köşk Höyük). Ce sont des visages reconstitués directement sur l’os des défunts avec des enduits de plâtre ou de collagène (Nahal Hemar (he))[32].
- Vers 7560 av. J.-C. : première occupation de Çatal Höyük en Anatolie[33]. C’est le plus grand site néolithique du Proche-Orient, célèbre pour son impressionnante architecture de briques crues, son artisanat, et son art développé.
- Vers 7500-7000 av. J.-C. : ossements d'un chat apprivoisé découvert auprès de ceux d'un homme dans une sépulture mise au jour sur le site de Shillourokambos à Chypre[34].
- Vers 7500-6000 av. J.-C. : sédentarisation en Iran. Le site de Tepe Guran (fa) dans le Lorestan, passe du statut de camp saisonnier à celui de village permanent[35]. L’élevage des chèvres est attesté à Ganj Dareh vers 8000 av. J.-C. et à Tepe Guran dans le Lorestan vers 7500 av. J.-C.[36]. Un néolithique agropastoral acéramique apparait dans le nord-est à Sang-e Chakhmaq (7140-6825 av. J.-C.)[37].
- Vers 7400 av. J.-C. : technologies architecturales se développent au sud-est de l’Anatolie, dans les hautes vallées de l’Euphrate et du Tigre : la pierre est utilisée à Çayönü et Nevalı Çori, la brique crue moulée à Cafer Höyük, ainsi que la chaux et le plâtre[38]. Les premiers bâtiments publics apparaissent et on y célèbre le culte des ancêtres dont on conserve les crânes.
- Vers 7300-6900 av. J.-C. : premiers objets en argile durcie au feu (figurines, perles, godets) retrouvés à Ganj Dareh dans le Zagros[39].

### Europe

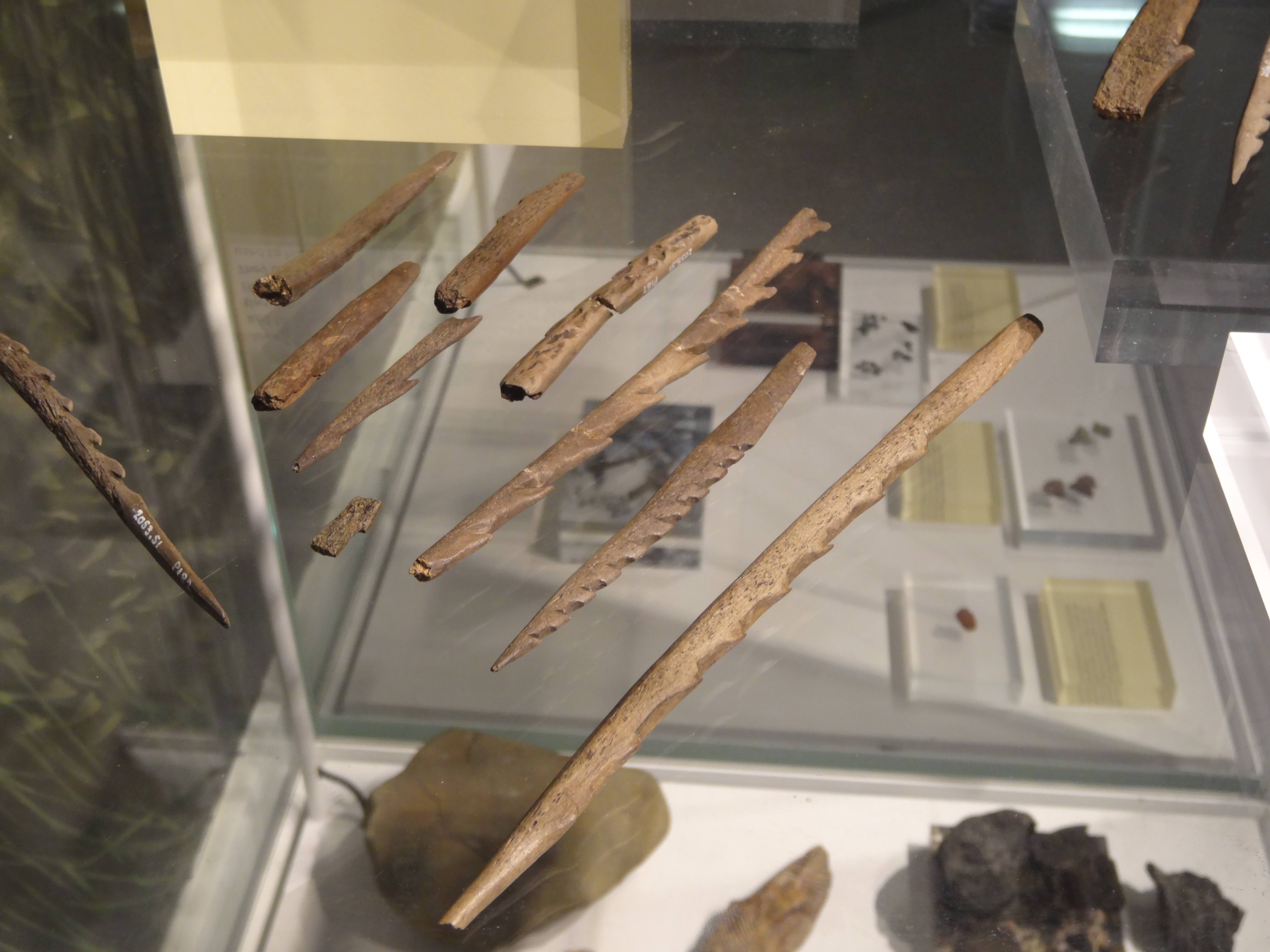
Harpons mésolithiques provenant du site de Star Carr, un des premiers établissements post-glaciaires connus en Angleterre.

- Fin de la déglaciation amorcée vers 12 000 av. J.-C. Mer à -45 m. La Scandinavie est libérée des glaces. La disparition des glaciers ouvre l’Europe centrale aux cyclones atlantiques chauds et humides. Installation d’une couverture forestière mixte (chênes, tilleuls, ormes...) et développement des prairies graminées. Les animaux des temps glaciaires disparaissent (mammouth), migrent vers le nord (rennes) ou se raréfient (bisons, chevaux) au profit des animaux forestiers (cerfs, sangliers, petits gibiers...).
- 8200-7500 av. J.-C. : site du mésolithique moyen de la rue Henry-Farman, dans l'actuel XVe arrondissement de Paris près de la Seine, le plus ancien jamais trouvé à Paris. Il était occupé par des chasseurs-cueilleurs. Il y a été trouvé des pointes de flèches microlithiques en silex de 1 à 3 cm, un percuteur en grès servant à débiter les lamelles de silex, des grattoirs de silex pour le travail des peaux, des restes de foyers et d'os d'animaux[40].
- Entre 8040 et 7510 av. J.-C. : pirogue de Pesse, découverte en Drenthe (Pays-Bas), creusé dans un tronc de pin. C’est le plus vieux canot d’Europe.
- 8000 av. J.-C. : homme de Koelbjerg, momie humaine préservée dans une tourbière découverte en 1941 en Fionie, au Danemark. Datée de 8000 av. J.-C. (au mésolithique), elle appartient à la culture de Maglemose[41].

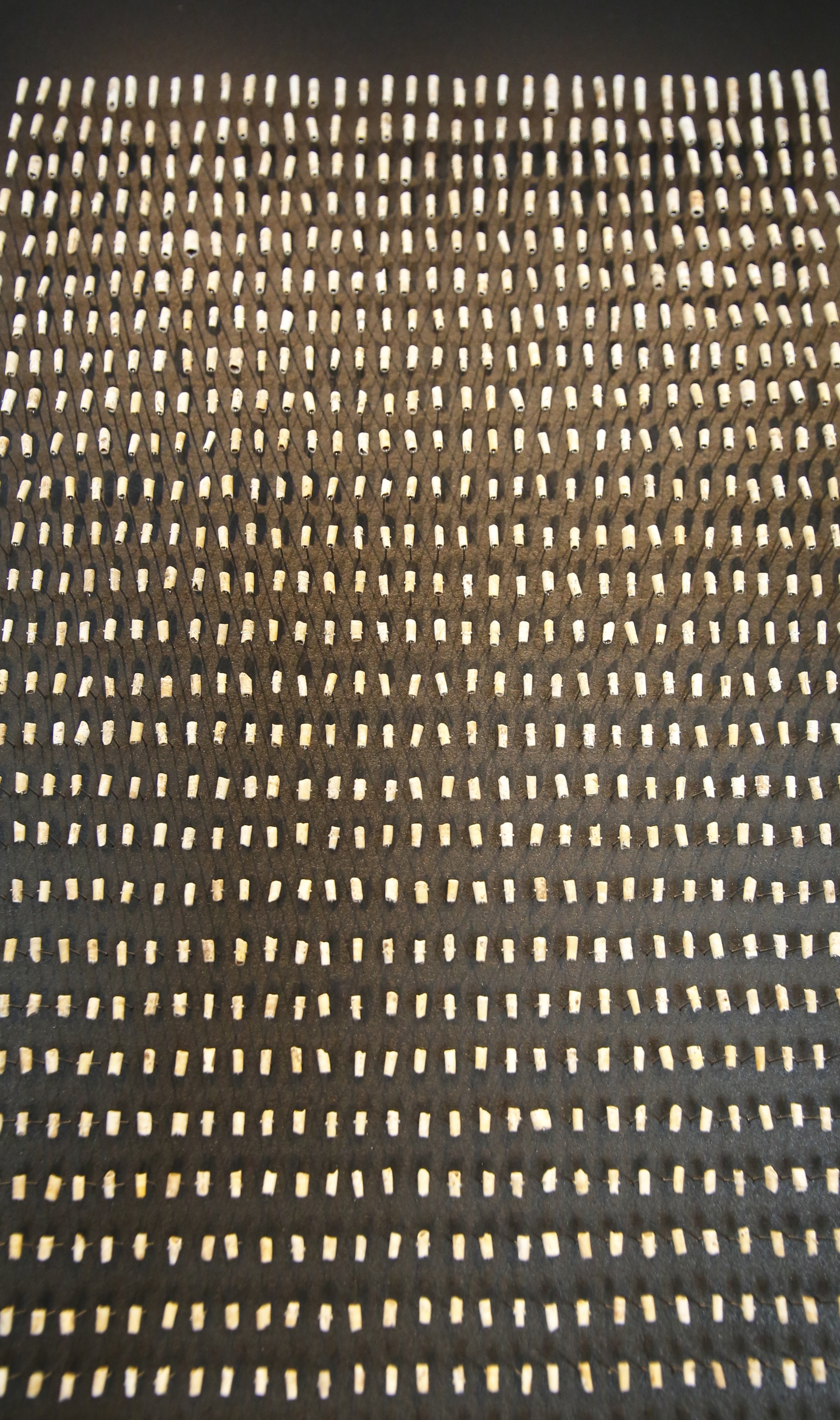
Éléments de parure de l'enfant de la Madeleine. Musée national de Préhistoire aux Eyzies-de-Tayac-Sireuil.

- Vers 8000 av. J.-C. : sépulture d'enfant de l'abri de la Madeleine en Dordogne accompagnée d'une riche parure composée de 1 500 perles de coquillage réparties sur tout le corps[42].
- Vers 7700-7600 av. J.-C. : homme de Combe-Capelle, squelette humain complet découvert en 1909, longtemps considéré comme vivant au Paléolithique, il y a environ 30 000 ans et daté en 2011 de 8 550 ans avant le présent, soit au Mésolithique.
- 7500-3800 av. J.-C. : phase Atlantique en Europe. Climat humide et tempéré (optimum climatique). Extension maximum de la forêt constituée essentiellement par la chênaie mixte (chêne, orme et tilleul)[43]. Le chêne vert (Quercus ilex) s’implante jusqu’en Normandie[44].
- 7500-6500 av. J.-C. : proto-néolithique dans la péninsule balkanique, représenté par le site d'Argissa (en), en Thessalie, et en Crète. Habitat sédentaire fait de huttes enterrées avec foyers intérieurs groupées en villages sur des tells (margoulas). Agriculture (engrain, amidonnier, orge, avoine, pois, légumes), élevage (moutons, chèvres), chasse (sangliers, aurochs, cerfs), exportation de l'obsidienne de Milos. Absence de céramique[43].
- Vers 7500 av. J.-C. : campement de chasseurs-cueilleurs de Star Carr dans le Yorkshire : au début de l’été, de petits groupes de chasseurs viennent y traquer le cerf, l’élan, l’aurochs, le chevreuil et le sanglier. De nombreux objets ont été conservés dans la tourbe (grattoirs de silex, pointes de corne barbelées)[45].
- En 7500, des trombes d'eaux méditerranéennes ont déferlé en moins de deux ans par-dessus le Bosphore  : union de la mer Noire avec la Méditerranée via la mer de Marmara[46].